# Raphiael Putney
Raphiael Putney (Fairmont, West Virginia, 21 de abril de 1990) es un jugador de baloncesto estadounidense que pertenece a la plantilla de los Rivers Hoopers de la Basketball Africa League. Con 2,08 metros de estatura, juega en la posición de pívot.

## Trayectoria deportiva
Putney es un pívot que no fue elegido en el Draft de la NBA de 2014 pero que encontró un lugar en la D-League con Rio Grande Valley Vipers, y más tarde, tuvo un breve paso por el extranjero para jugar en Arabia Saudí y Australia. Tras volver a la D-League, el jugador fue usado como un 4 abierto, pero, debido a su estatura y características, estando en la NBA se acomodaría mejor a la posición de alero. 
En la temporada 2015-16, Putney realiza una gran temporada con los Rio Grande Valley Vipers, anotando 18,5 puntos, tirando desde 3 con un 38,9% de acierto y atrapando 7,3 rebotes por partido.
Tras un paso por los Guaiqueríes de Margarita, en verano de 2016 se comprometió con el Juvecaserta Basket de la Lega Basket Serie A italiana.
Jugó 3 partidos a comienzos de 2023 con Taichung Suns de la T1 League de Taiwán, antes de dejar el club y unirse a Aguada de la Liga Uruguaya de Básquetbol.
En enero de 2025 fichó con los Indomables de Ciudad Juárez de la Liga de Básquetbol Estatal de Chihuahua de México.
Putney disputó la temporada 2025 de la BAL como parte del equipo nigeriano Rivers Hoopers.